# جورج سميث (عالم كيمياء)
جورج سميث (بالإنجليزية: George P. Smith)‏ هو عالم كيمياء أمريكي من مواليد سنة 1941؛ وهو متخصص في الكيمياء الحيوية في مجال الأبحاث عن البروتينات.
حاز سميث برفقة فرانسيس أرنولد وغريغوري وينتر على جائزة نوبل في الكيمياء سنة 2018 لأبحاثهم على البروتينات.